# Mariene provincie Subantarctisch Nieuw-Zeeland
De Mariene provincie Subantarctisch Nieuw-Zeeland (62) (Engels: Subantarctic New Zealand marine province) is een biogeografische provincie en ligt in het zuidwesten van de Grote Oceaan in het Marien rijk Zuidelijke Oceaan. De mariene provincie is vastgesteld door het World Wide Fund for Nature en The Nature Conservancy en is vernoemd naar de Nieuw-Zeelandse Sub-Antarctische eilanden.
In het noorden grenst het gebied aan de mariene provincie Zuidelijk Nieuw-Zeeland (54).

## Geografie
De mariene provincie ligt rond de Bountyeilanden, Antipodeneilanden, Campbell Island en de Aucklandeilanden ten zuiden van Nieuw-Zeeland.

## Biogeografie
Het gebied kent zeeleven dat houdt van arctische temperaturen.

## Mariene ecoregio's
Deze mariene provincie bestaat uit 3 mariene ecoregio's:
- Mariene ecoregio Bounty- en Antipodeneilanden (230)
- Mariene ecoregio Campbell Island (231)
- Mariene ecoregio Auckland Island (232)